# Sociedade de Críticos de Cinema de Boston
A Sociedade de Críticos de Cinema de Boston, ou Sociedade dos Críticos de Cinema de Boston, (em inglês: Boston Society of Film Critics, também conhecida como (BSFC)) é uma organização de críticos de cinema formada em Boston, Massachusetts, no ano de 1981 para fazer a "perspectiva crítica única de Boston a nível nacional e internacional, através da atribuição de prêmios para os melhores filmes e realizadores de cinema e que oferecem excelente programação de cinema durante o ano". Todos os anos, no mês de dezembro, seus 21 membros se reúnem para votar nos Prêmios Boston Society of Film Critics (em inglês: Boston Society of Film Critics Awards), dados em reconhecimento à qualidade no cinema durante o ano. Após a votação, no mesmo dia, a premiação revela em cada categoria apenas o vencedor e um (ou dois) indicado(s) concorrente(s).

## Prêmios

### Categorias
- Melhor Ator
- Melhor Ator Coadjuvante
- Melhor Atriz
- Melhor Atriz coadjuvante
- Melhor Elenco
- Melhor Cinematografia
- Melhor Diretor
- Melhor Edição
- Melhor Filme
- Melhor Filme Estrangeiro
- Melhor Cineasta Novato
- Melhor Roteiro
- Melhor Trilha Sonora